# Montessaux
Montessaux est une commune française située dans le département de la Haute-Saône, la région culturelle et historique de Franche-Comté et la région administrative Bourgogne-Franche-Comté.

## Géographie

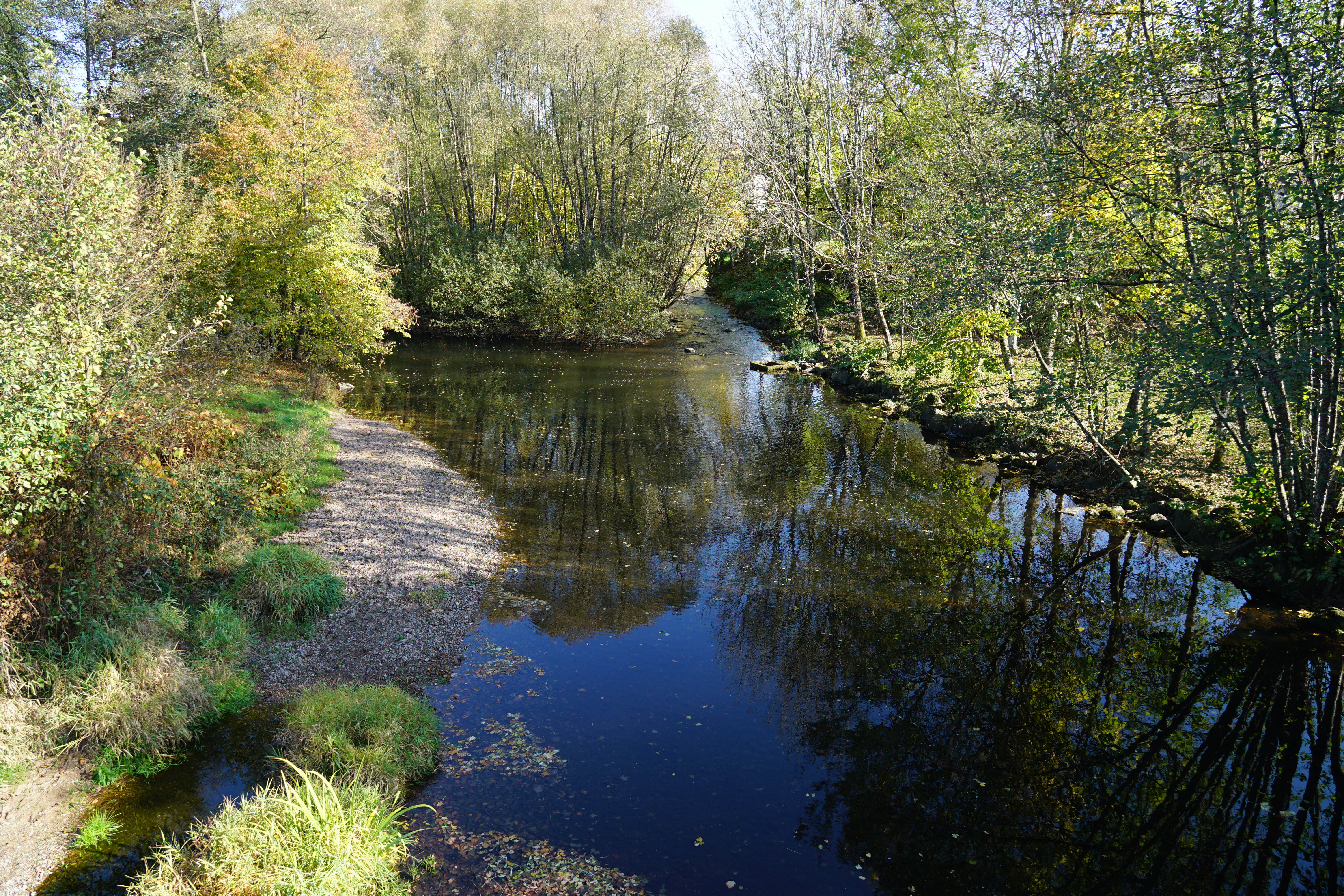
L'Ognon.

Montessaux est située au bord de l'Ognon, au pied des Vosges saônoises, dans la dépression sous-vosgienne.

### Géologie
Montessaux est construite sur le plateau de Haute-Saône dans la dépression sous-vosgienne et s'appuie sur le versant méridional du massif des Vosges. Le bassin houiller stéphanien sous-vosgien, exploité à Ronchamp, affleure au nord-est de la commune au lieu-dit la Goulotte.

### Climat
Pour des articles plus généraux, voir Climat de la Bourgogne-Franche-Comté et Climat de la Haute-Saône.
En 2010, le climat de la commune est de type climat de montagne, selon une étude du Centre national de la recherche scientifique s'appuyant sur une série de données couvrant la période 1971-2000. En 2020, Météo-France publie une typologie des climats de la France métropolitaine dans laquelle la commune est exposée à un climat semi-continental et est dans la région climatique  Lorraine, plateau de Langres, Morvan, caractérisée par un hiver rude (1,5 °C), des vents modérés et des brouillards fréquents en automne et hiver. 
Pour la période 1971-2000, la température annuelle moyenne est de 9,8 °C, avec une amplitude thermique annuelle de 17,1 °C. Le cumul annuel moyen de précipitations est de 1 293 mm, avec 13 jours de précipitations en janvier et 10,6 jours en juillet. Pour la période 1991-2020, la température moyenne annuelle observée sur la station météorologique de Météo-France la plus proche, « Belfahy_sapc », sur la commune de Belfahy à 13 km à vol d'oiseau, est de 9,0 °C et le cumul annuel moyen de précipitations est de 1 913,4 mm. 
La température maximale relevée sur cette station est de 35,1 °C, atteinte le 24 juillet 2019 ; la température minimale est de −17,7 °C, atteinte le 20 décembre 2009,,. 
Les paramètres climatiques de la commune ont été estimés pour le milieu du siècle (2041-2070) selon différents scénarios d'émission de gaz à effet de serre à partir des nouvelles projections climatiques de référence DRIAS-2020. Ils sont consultables sur un site dédié publié par Météo-France en novembre 2022.

## Urbanisme

### Typologie
Au 1er janvier 2024, Montessaux est catégorisée commune rurale à habitat dispersé, selon la nouvelle grille communale de densité à sept niveaux définie par l'Insee en 2022.
Elle est située hors unité urbaine. Par ailleurs la commune fait partie de l'aire d'attraction de Lure, dont elle est une commune de la couronne,. Cette aire, qui regroupe 33 communes, est catégorisée dans les aires de moins de 50 000 habitants,.

### Occupation des sols
L'occupation des sols de la commune, telle qu'elle ressort de la base de données européenne d’occupation biophysique des sols Corine Land Cover (CLC), est marquée par l'importance des territoires agricoles (62,7 % en 2018), en augmentation par rapport à 1990 (61,9 %). La répartition détaillée en 2018 est la suivante : 
forêts (37,3 %), zones agricoles hétérogènes (32,4 %), prairies (30,3 %). L'évolution de l’occupation des sols de la commune et de ses infrastructures peut être observée sur les différentes représentations cartographiques du territoire : la carte de Cassini (XVIIIe siècle), la carte d'état-major (1820-1866) et les cartes ou photos aériennes de l'IGN pour la période actuelle (1950 à aujourd'hui).

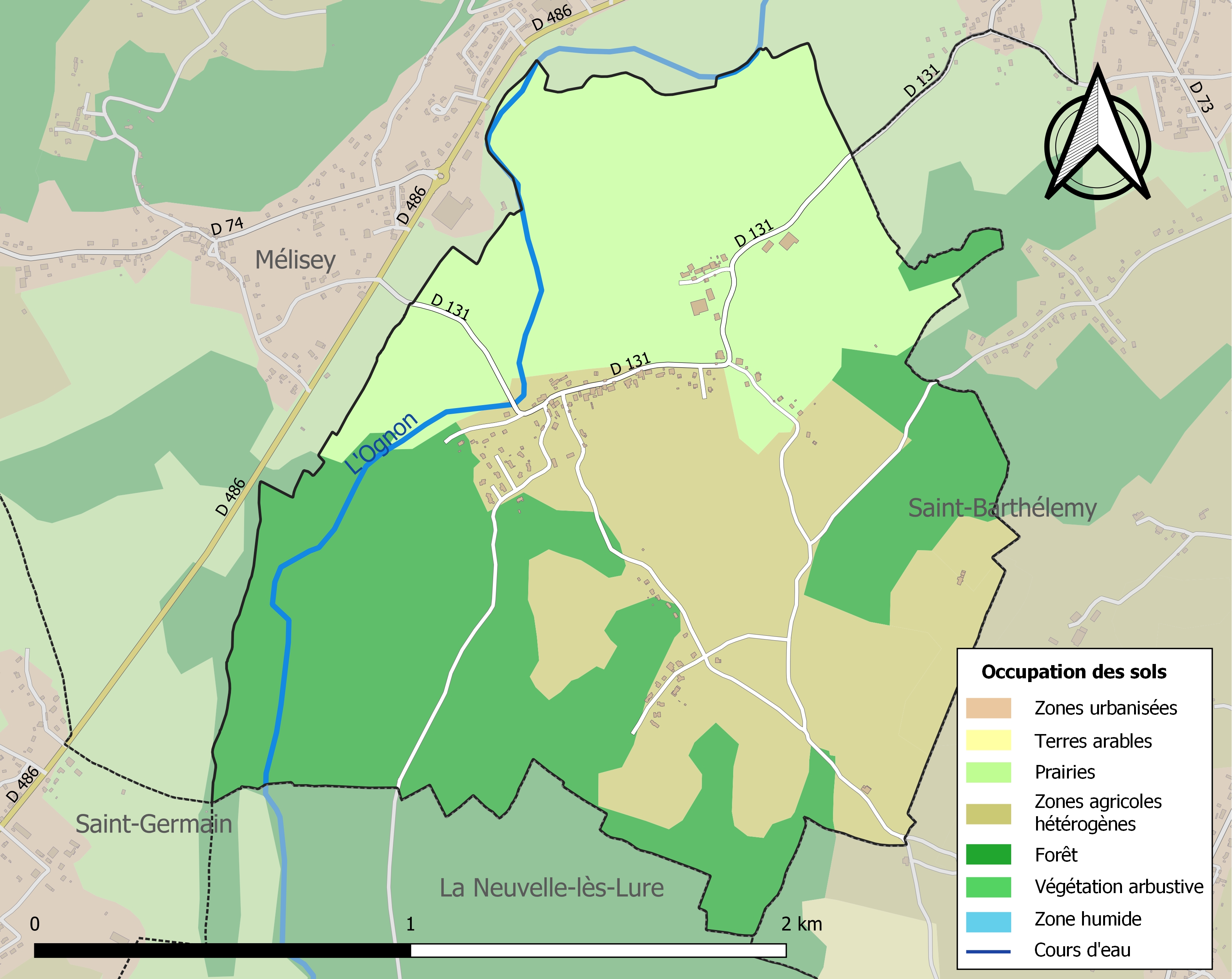
Carte des infrastructures et de l'occupation des sols de la commune en 2018 (CLC).

## Histoire
Montessaux aurait fait partie d'un monastère médiéval. Ses habitants seraient venus en aide à saint Colomban en lui envoyant des vivres.

## Politique et administration

Carte départementale représentant en rouge la communauté de communes des mille étangs.

### Rattachements administratifs et électoraux
La commune fait partie de l'arrondissement de Lure du département de la Haute-Saône, en région Bourgogne-Franche-Comté. Pour l'élection des députés, elle dépend de la deuxième circonscription de la Haute-Saône.
Elle fait partie depuis 1793 du canton de Mélisey. Dans le cadre du redécoupage cantonal de 2014 en France, ce canton s'est agrandi, passant de 13 à 34 communes.

### Intercommunalité
La commune fait partie de la communauté de communes des mille étangs depuis le 1er janvier 2017.

### Liste des maires
| Période                                  | Période                    | Identité       | Étiquette | Qualité                                 |
| ---------------------------------------- | -------------------------- | -------------- | --------- | --------------------------------------- |
| Les données manquantes sont à compléter. |                            |                |           |                                         |
| 1980                                     | 1995                       | René Leuvrey   | DVG       |                                         |
| Les données manquantes sont à compléter. |                            |                |           |                                         |
| mars 2001                                | mars 2008                  | Gérard Toillon |           |                                         |
| mars 2008                                | En cours (au 14 août 2016) | René Demange   |           | Retraité Réélu pour le mandat 2014-2020 |

## Population et société

### Démographie
L'évolution du nombre d'habitants est connue à travers les recensements de la population effectués dans la commune depuis 1793. Pour les communes de moins de 10 000 habitants, une enquête de recensement portant sur toute la population est réalisée tous les cinq ans, les populations de référence des années intermédiaires étant quant à elles estimées par interpolation ou extrapolation. Pour la commune, le premier recensement exhaustif entrant dans le cadre du nouveau dispositif a été réalisé en 2007.

En 2022, la commune comptait 170 habitants, en évolution de +3,66 % par rapport à 2016 (Haute-Saône : −1,4 %, France hors Mayotte : +2,11 %).
| 1793 | 1800 | 1806 | 1821 | 1831 | 1836 | 1841 | 1846 | 1851 |
| ---- | ---- | ---- | ---- | ---- | ---- | ---- | ---- | ---- |
| 203  | 173  | 178  | 217  | 238  | 255  | 252  | 214  | 197  |

| 1856 | 1861 | 1866 | 1872 | 1876 | 1881 | 1886 | 1891 | 1896 |
| ---- | ---- | ---- | ---- | ---- | ---- | ---- | ---- | ---- |
| 211  | 197  | 190  | 183  | 193  | 185  | 181  | 186  | 171  |

| 1901 | 1906 | 1911 | 1921 | 1926 | 1931 | 1936 | 1946 | 1954 |
| ---- | ---- | ---- | ---- | ---- | ---- | ---- | ---- | ---- |
| 156  | 140  | 171  | 145  | 141  | 153  | 145  | 134  | 120  |

| 1962 | 1968 | 1975 | 1982 | 1990 | 1999 | 2006 | 2007 | 2012 |
| ---- | ---- | ---- | ---- | ---- | ---- | ---- | ---- | ---- |
| 113  | 102  | 110  | 134  | 116  | 117  | 146  | 150  | 175  |

| 2017 | 2022 | - | - | - | - | - | - | - |
| ---- | ---- | - | - | - | - | - | - | - |
| 162  | 170  | - | - | - | - | - | - | - |

### Événements
Les feux de la Saint-Jean, avec spectacle humoristique. Plus de 2 000 visiteurs en 2012 pour un spectacle sur le thème du Tour de France, inspiré par la bande dessinée les Bidochons.

## Culture locale et patrimoine

### Lieux et monuments
- Pont sur l'Ognon, construit dans les années 1880.
- Le moulin Georges, alimenté par l'Ognon. Il daterait du XVIIe siècle. Il a cessé toute activité en 1963.
- Plusieurs anciennes fermes typiques de l'architecture sous-vosgienne, avec une tour et un charri.
- Plusieurs croix et calvaires, dont deux sont datés de 1736 et 1739.

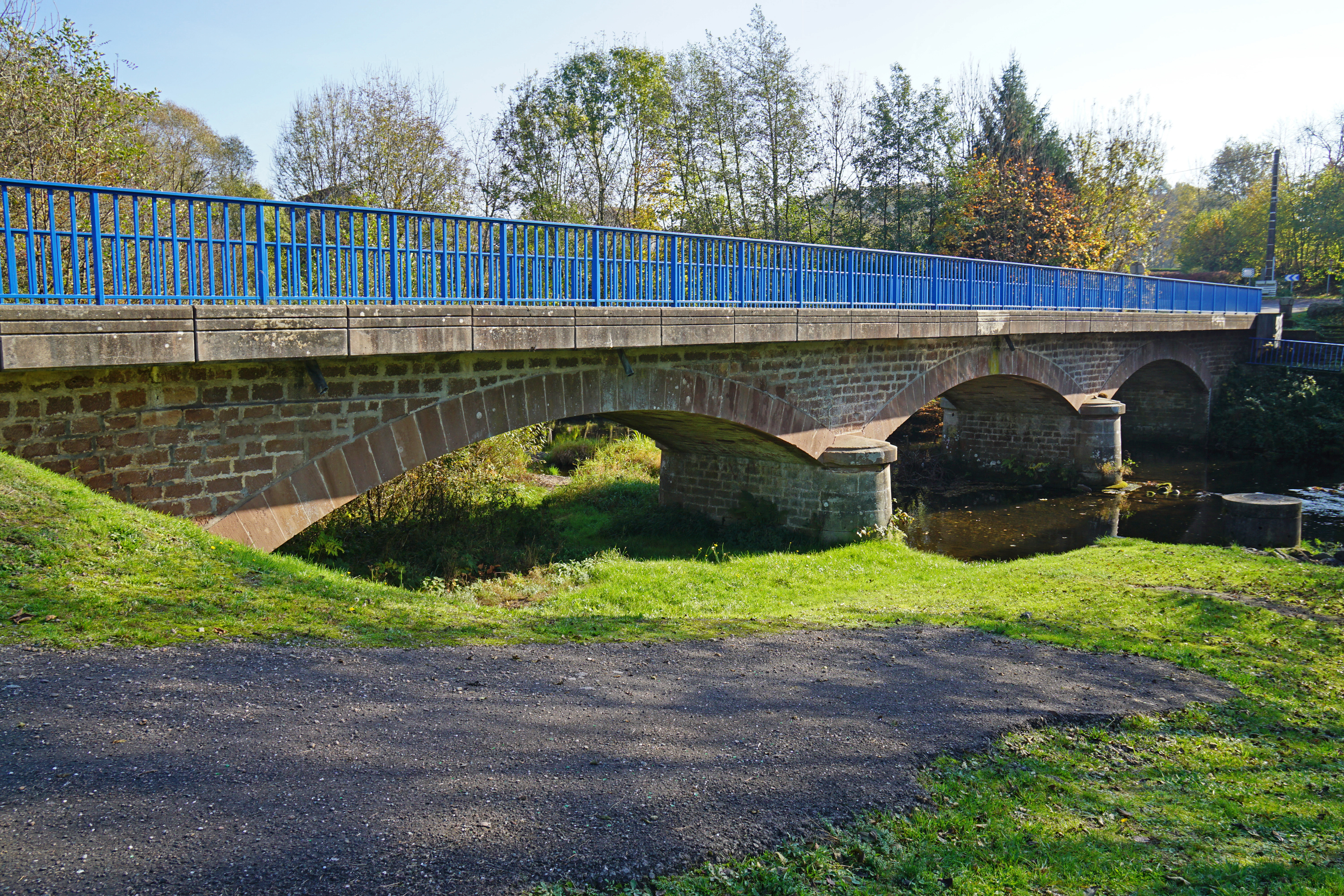
Pont sur l'Ognon.
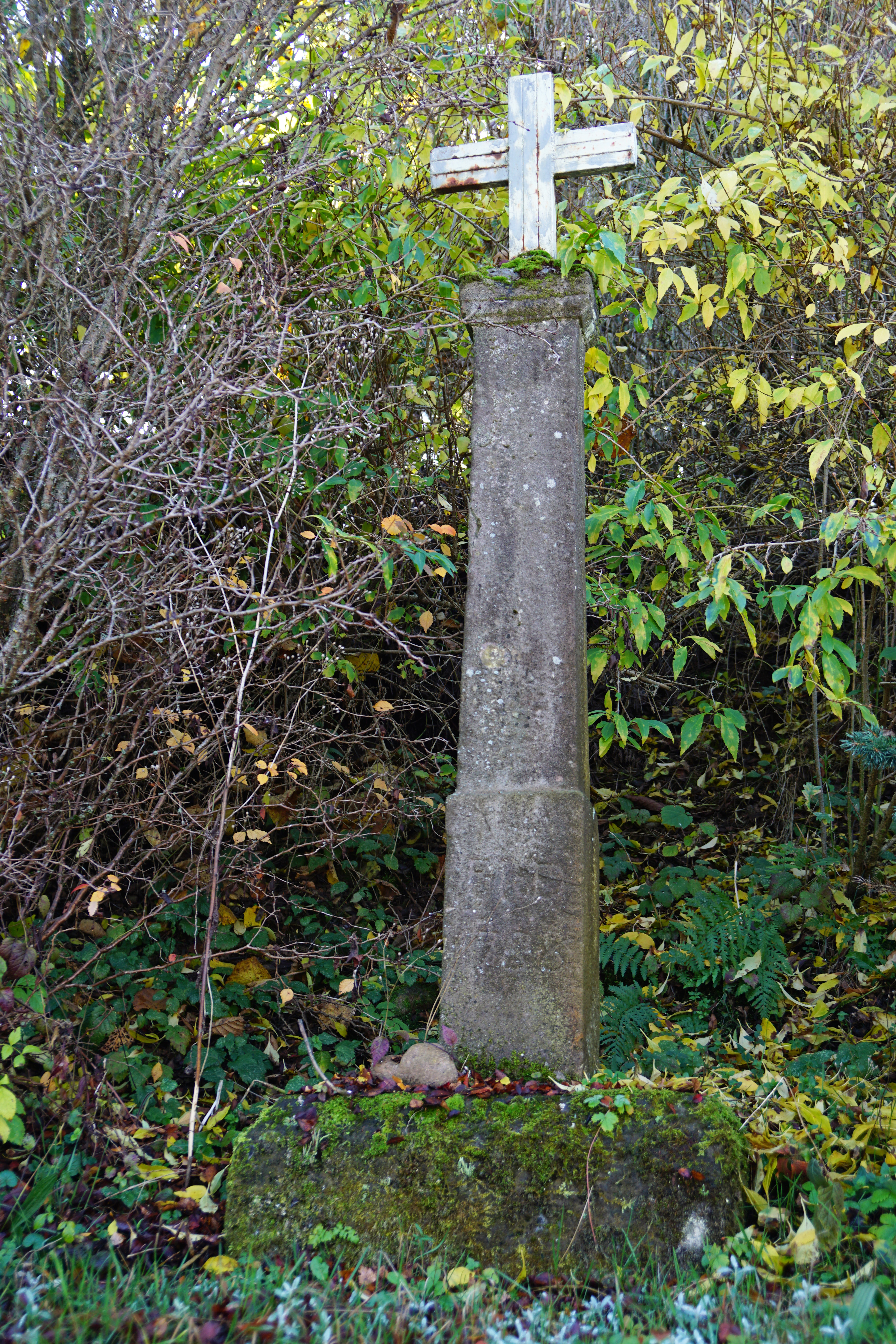
Croix.

### Loisirs

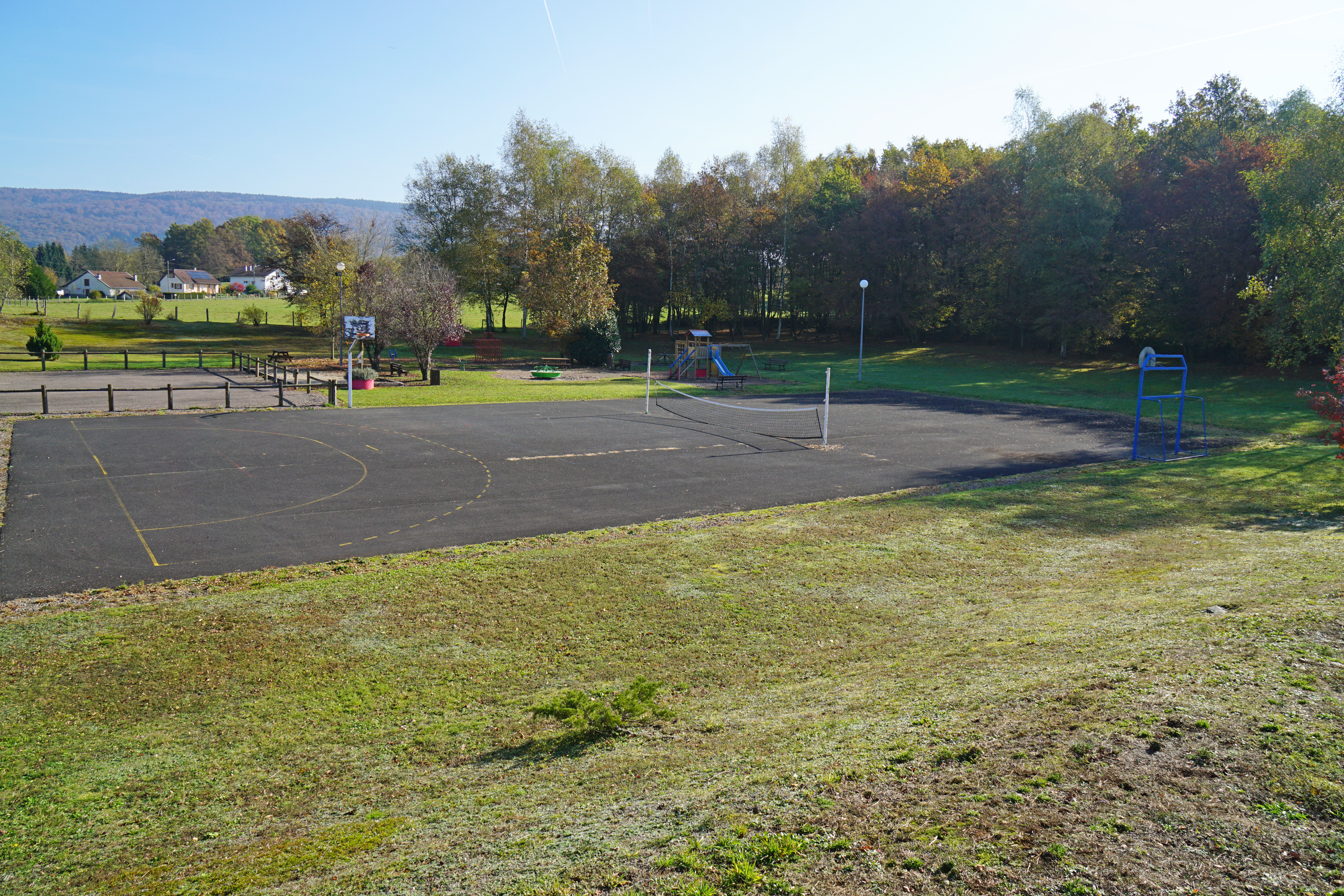
La zone de loisir.

- Pêche à la truite dans l'Ognon, rivière de première catégorie.
- Randonnée, circuit « Au pied du Mont de Vannes » (départ de Saint-Barthélémy).
- Zone de loisirs avec jeux pour enfants, terrains de pétanque et de basket.
- Pique-nique au bord de l'Ognon et dans la zone de loisirs (places aménagées, avec tables et bancs).

## Héraldique
Article retiré. Voir Page de discussion.